# Nikita Andrejewitsch Gussew
Nikita Andrejewitsch Gussew (russisch Никита Андреевич Гусев; englische Transkription: Nikita Andreyevich Gusev; * 8. Juli 1992 in Moskau) ist ein russischer Eishockeyspieler, der seit Juli 2023 beim HK Dynamo Moskau aus der Kontinentalen Hockey-Liga (KHL) unter Vertrag steht. Zuvor verbrachte der linke Flügelstürmer bereits einmal sieben Spielzeiten in der heimischen KHL und gewann dabei 2017 mit dem SKA Sankt Petersburg den Gagarin-Pokal. Nach seinem Wechsel nach Nordamerika lief Gussew in der dortigen National Hockey League (NHL) für die New Jersey Devils und Florida Panthers auf. Mit der russischen Nationalmannschaft errang er unter neutraler Flagge die Goldmedaille bei den Olympischen Winterspielen 2018.

## Karriere
Nikita Gussew begann seine Karriere als Eishockeyspieler in seiner Heimatstadt in der Nachwuchsabteilung des HK ZSKA Moskau. In der Saison 2010/11 gab der Verteidiger sein Debüt für die Profimannschaft des HK ZSKA Moskau in der Kontinentalen Hockey-Liga. In seinem Rookiejahr erzielte er in 18 Spielen ein Tor. Parallel zum Spielbetrieb mit ZSKA in der KHL spielt er seit 2009 für dessen Juniorenmannschaft Krasnaja Armija in der multinationalen Nachwuchsliga Molodjoschnaja Chokkeinaja Liga und gewann in der Saison 2010/11 mit dem Team den Charlamow-Pokal, den Meistertitel der MHL. Er war dabei der beste Scorer der Playoffs.

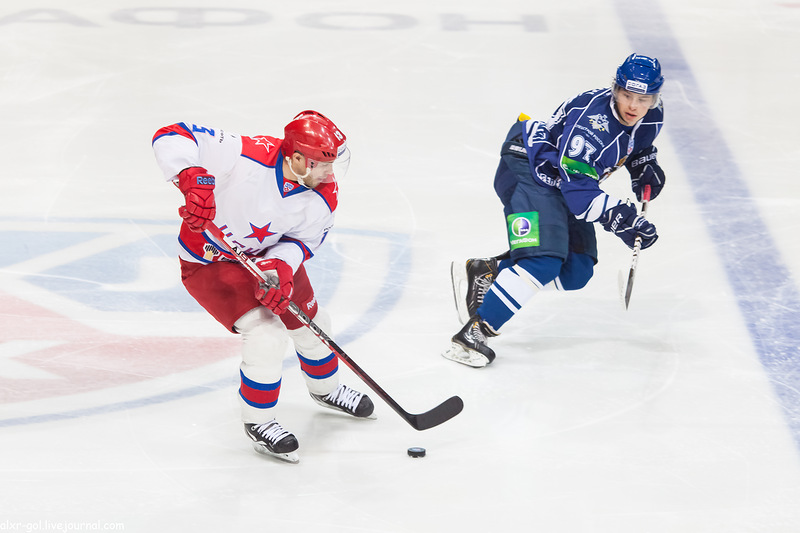
Gussew (rechts) im Trikot von Amur Chabarowsk

Im NHL Entry Draft 2012 sicherten sich die Tampa Bay Lightning in der siebten Runde an insgesamt 202. Position seine Transferrechte für Nordamerika. Während der Saison 2012/13 absolvierte er sechs KHL-Partien für ZSKA und kam parallel beim THK Twer in der Wysschaja Hockey-Liga zum Einsatz. Mitte November 2012 wurde sein Vertrag mit dem ZSKA aufgelöst und Gussew wechselte innerhalb der KHL zu Amur Chabarowsk.
Zwischen 2013 und 2015 stand er dann bei HK Jugra Chanty-Mansijsk unter Vertrag und entwickelte sich dort zu einem Leistungsträger, so dass er in der Saison 2014/15 37 Scorerpunkte sammeln konnte. Im Oktober 2015 wechselte er gegen Zahlung einer Entschädigungssumme zum SKA Sankt Petersburg.
Seine NHL-Spielerrechte wechselten im Rahmen eines Tauschgeschäftes beim NHL Expansion Draft 2017 zu den Vegas Golden Knights. Dort unterzeichnete er im April 2019 einen bis zum Saisonende gültigen Einstiegsvertrag, nachdem er die KHL in der Saison 2018/19 in Scorerpunkten (82) und Torvorlagen (65) angeführt hatte. In den bereits laufenden Playoffs kam er allerdings nicht zum Einsatz und konnte sich mit dem Team aus Nevada in der Folge nicht auf einen neuen Kontrakt einigen. Demzufolge wurde er Ende Juli 2019 an die New Jersey Devils abgegeben, die im Gegenzug ein Zweitrunden-Wahlrecht im NHL Entry Draft 2021 sowie ein Drittrunden-Wahlrecht im NHL Entry Draft 2020 nach Las Vegas schickten. Bei den Devils unterzeichnete Gussew direkt einen neuen Zweijahresvertrag, der ihm ein durchschnittliches Jahresgehalt von 4,5 Millionen US-Dollar einbringen sollte. Nachdem er in der Saison 2019/20 noch mit 44 Scorerpunkten hatte überzeugen können, ließen seine Leistungen in der Spielzeit 2020/21 deutlich nach, sodass man sich im April 2021 auf eine vorzeitige Auflösung seines Vertrages einigte. Kurze Zeit später schloss er sich bis zum Ende der laufenden Saison den Florida Panthers an.
Über den Sommer 2021 hinaus fand der Russe keinen neuen Arbeitgeber in Nordamerika und konnte sich auf in der Saisonvorbereitung nicht empfehlen. Im Oktober kehrte er daraufhin zum SKA Sankt Petersburg in die KHL zurück. Dort war er bis zum Ende der Saison 2022/23 aktiv und fand in der Heimat wieder zu alter Leistungsstärke zurück. Im Juli 2023 wechselte Gussew zum Ligakonkurrenten HK Dynamo Moskau.

### International
Bei den Olympischen Winterspielen 2018 gewann Gussew mit der unter neutraler Flagge startenden russischen Nationalmannschaft die Goldmedaille. Er persönlich wurde dabei Topscorer des Turniers und in der Folge als bester Stürmer ausgezeichnet.

## Erfolge und Auszeichnungen
| - 2010 Teilnahme am MHL All-Star Game - 2011 Teilnahme am MHL All-Star Game - 2011 Charlamow-Pokal-Gewinn mit Krasnaja Armija Moskau - 2011 Witali-Dawydow-Preis als bester Scorer und Torschütze der KHL-Playoffs - 2012 Witali-Dawydow-Preis als bester Scorer und Torschütze der KHL-Playoffs - 2017 Gagarin-Pokal-Gewinn und Russischer Meister mit dem SKA Sankt Petersburg - 2018 Goldener Stock | - 2019 KHL-Stürmer des Monats Januar - 2019 KHL-Stürmer des Monats März - 2019 Bester Scorer und Vorlagengeber der KHL-Hauptrunde - 2022 KHL-Stürmer des Monats November - 2024 Bester Scorer und Vorlagengeber der KHL-Hauptrunde - 2024 Goldener Stock |

### International
| - 2012 Silbermedaille bei der U20-Junioren-Weltmeisterschaft - 2017 Bronzemedaille bei der Weltmeisterschaft - 2017 Bester Torschütze der Weltmeisterschaft (gemeinsam mit Nikita Kutscherow und William Nylander) - 2018 Goldmedaille bei den Olympischen Winterspielen - 2018 Topscorer der Olympischen Winterspiele | - 2018 Bester Vorlagengeber der Olympischen Winterspiele - 2018 Bester Stürmer der Olympischen Winterspiele - 2019 Bronzemedaille bei der Weltmeisterschaft - 2022 Silbermedaille bei den Olympischen Winterspielen - 2022 Bester Vorlagengeber der Olympischen Winterspiele |

## Karrierestatistik
Stand: Ende der Saison 2023/24

### International
| Vertrat Russland bei: - U20-Junioren-Weltmeisterschaft 2012 - Weltmeisterschaft 2017 - Weltmeisterschaft 2018 - Weltmeisterschaft 2019 | Vertrat die Olympischen Athleten aus Russland bei: - Olympischen Winterspielen 2018 Vertrat das Russische Olympische Komitee bei: - Olympischen Winterspielen 2022 |

(Legende zur Spielerstatistik: Sp oder GP = absolvierte Spiele; T oder G = erzielte Tore; V oder A = erzielte Assists; Pkt oder Pts = erzielte Scorerpunkte; SM oder PIM = erhaltene Strafminuten; +/− = Plus/Minus-Bilanz; PP = erzielte Überzahltore; SH = erzielte Unterzahltore; GW = erzielte Siegtore; 1 Play-downs/Relegation; Kursiv: Statistik nicht vollständig)